# Berlin Affair
Pour plus de détails, voir Fiche technique et Distribution.
Berlin Affair (titre original : The Berlin Affair, titre italien : Interno berlinese) est un film italien et allemand réalisé par Liliana Cavani et sorti en 1985.
Il a été présenté à la Berlinale 1986.

## Synopsis
Durant la Seconde Guerre mondiale en Allemagne, Louise, l'épouse d'un diplomate s'éprend de Mitsuko, la fille de l'ambassadeur du Japon.

## Fiche technique
- Titre original : The Berlin Affair
- Titre italien : Interno berlinese
- Réalisation : Liliana Cavani
- Scénario : Roberta Mazzoni, Liliana Cavani d'après un roman de Jun'ichirō Tanizaki
- Photographie : Dante Spinotti
- Musique : Pino Donaggio
- Montage : Michael J. Duthie, Ruggero Mastroianni
- Durée : 121 minutes
- Dates de sortie: 
  - États-Unis : octobre 1985
  - Italie : 6 novembre 1985
  - Allemagne de l'Ouest : février 1986 (Festival du film de Berlin) et 6 mars 1986
  - France : 23 avril 1986

## Distribution
- Gudrun Landgrebe : Louise Von Hollendorf
- Kevin McNally : Heinz Von Hollendorf
- Mio Takaki : Mitsuko Matsugae
- Hanns Zischler : Wolf Von Hollendorf
- Massimo Girotti : Werner Von Heiden
- Philippe Leroy : Herbert Gessler
- William Berger : le Professeur
- John Steiner : Oskar Engelhart
- Enrica Maria Scrivano : Lotte Engelhart
- John Steiner

## Distinctions
- Liliana Cavani nommée pour l'Ours d'or au Festival du film de Berlin
- Meilleure photographie pour Dante Spinotti aux Golden Ciak Awards
- Meilleur nouvelle actrice pour Enrica Maria Scrivano à l'Italian National Syndicate of Film Journalists[1]

## Critiques
Pour le New York Times, le film peut sembler quelque peu provoquant.